# Parasympatikus
Parasympatikus neboli nervy parasympatické patří mezi skupiny vegetativního (autonomního) nervstva, jehož funkce nepodléhá naší vůli. Jsou v hladkém svalstvu zažívací trubice, průdušnice, průdušek a močopohlavním ústrojí. Dráhy vegetativního nervstva přerušují ganglia (zauzliny), která se nacházejí blízko inervovaného orgánu.
Parasympatické nervy vystupují z hlavy a křížové míchy.
Sympatické a parasympatické nervstvo působí navzájem antagonisticky, parasympatikus zpomaluje srdeční činnost a má jako mediátor acetylcholin.